# Åkers härad
Åkers härad var ett härad i norra Södermanland. Häradet omfattade den västra delen av nuvarande Strängnäs kommun, vilken är en del av Södermanlands län.  Den totala arealen uppgick till 444 km², vilket år 1934 fördelade sig på drygt 119 km² åker och drygt 215 km² skog. Befolkningen uppgick samma år till 8 106 invånare. Tingsställe var Strängnäs.

## Geografi
Åkers härads område ligger vid Mälaren. Området sträcker sig västerut från Strängnäs över Fogdön mot Sörfjärden. Från Mälaren där häradsområdet omfattar Fogdöns och större delen av Tosteröns jordbruksmarker höjer sig landet med tilltagande skogighet avsatsvis till omkring 90 meter över havet. Åkers härads norra område är en del av Mälarslätten. I väster gränsade Åkers härad mot Österrekarne härad, i sydväst mot Villåttinge härad och i söder mot Daga härad. I öster ligger Selebo härad och i norr ligger Yttertjurbo härad i Västmanlands län och Åsunda härad i Uppsala län.
Åkers härad omgärdade Strängnäs stad, men saknade i övrigt köpingar och municipalsamhällen. Största tätort är numera Åkers styckebruk, belägen 17 kilometer sydost om Strängnäs.

### Socknar
Åkers härad omfattade sju socknar.
- Fogdö
- Helgarö
- Härad
- Länna
- Strängnäs socken upplöstes 1950
- Vansö
- Åker
- Ärja uppgick 1845/1889 i Åkers socken

Strängnäs stad hade egen jurisdiktion, rådhusrätt till 1947.

## Historia

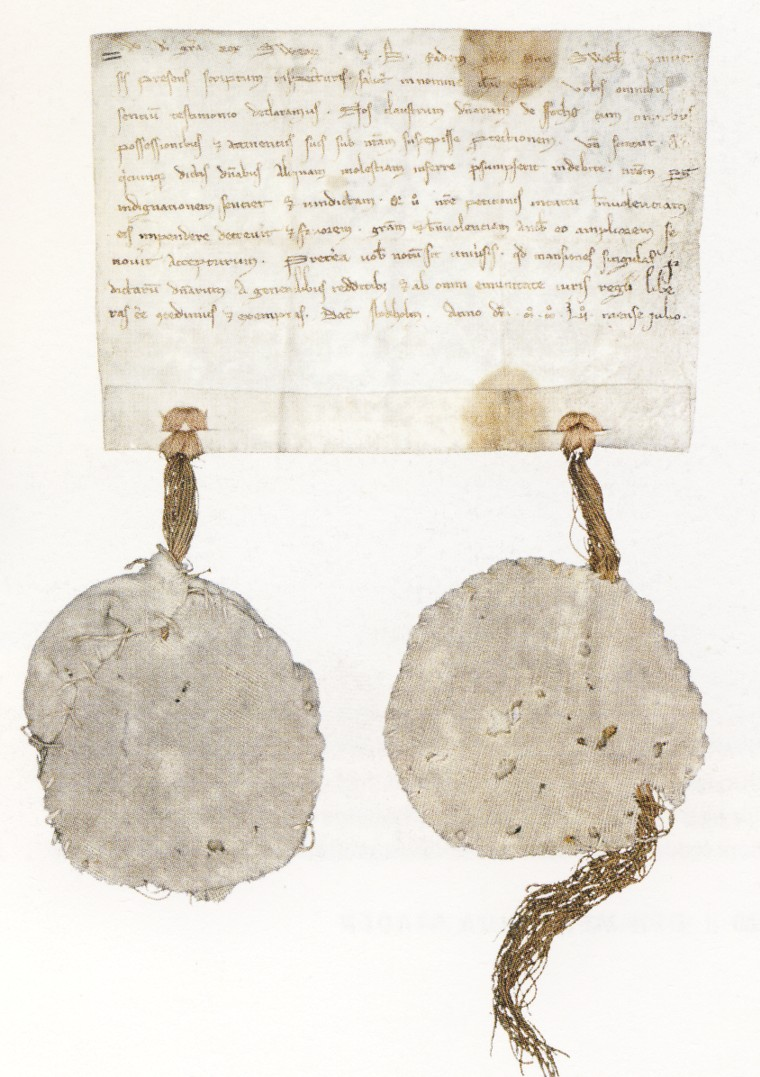
Skyddsbrevet för Fogdö kloster

Omkring år 1350 infördes den nuvarande häradsindelningen i landskapet Södermanland och ersatte därmed de tidigare hundare som vilade på förhistoriska anor. Häraderna motsvarade i regel de tidigare hundarena. Namnet skrevs under 1300-talet alltid Akirbohundare det vill säga Åkerbornas hundare, vilket år 1399 förkortats till Akers hundare, troligen för att inte sammanblandas med Åkerbo härad. I vissa sammanhang där namndelen -åker förekommer kan ordet tyda på en helig plats ägnad åt någon särskild gud. Där ordet däremot lyfts ut och satts för sig själv såsom i Åkers härad tros namnet komma av platsen där häradets tingsplats var belägen, och alltså syfta på själv tingsåkern, där ordet får betydelsen betesmark eller öppet område snarare än odlad markplätt. Åkers tingsplats torde ursprungligen ha varit belägen vid Åkers kyrka där en tidigare husby det vill säga kungsgård och ett Tuna det vill säga en marknadsplats också legat. Denna punkt är dock inte centralt placerad i häradet, vilket var brukligt för tingsplatser, och häradet torde därmed under åren ha ändrat sin utformning. Mycket talar för att Fogdön tidigare kan ha utgjort ett eget härad, med ett eget Tuna nära Fogdö kyrka. Tingsplatsen har därför under 1300-talet kommit att flyttas till Eldsundet i Strängnäs socken. Här omnämns ett Eldasund år 1383 och ett Eldasunds löt år 1423, vilket stundtals förefaller ha givit namn åt hela häradet. Eldsundet var ett smalt sund som då förband Sörfjärden med Strängnäsfjärden och som skilde Fogdön från fastlandet. Eldasunds löt låg just på den punkt där den enda vägen till Fogdön korsat detta sund. Idag är detta sund till stora delar en smal sankmark. Platsen, som sedermera kom att hysa Södermanlands regemente och P10, användes fram till och med början av 1700-talet, då tingsplatsen flyttades till Strängnäs stad. 1863 flyttade även Selbo tingslag till Strängnäs och delade lokal med Åkers tingslag. 1905 uppfördes ett nytt tingshus. Åkers härads sigill har anor från 1500-talet och föreställde en grind med tre träd bakom, vilka senare omtolkats som ax.
Strängnäs anlades på näset mellan det smala Eldsundet och Strängnäsfjärden och låg troligtvis i gränslandet mellan dåvarande Åkers härad och ett eventuellt Fogdö härad (hundare) samt Selebo härad. Det var tidigt en plats för förkristen asadyrkan och troligtvis låg här en offerplats på platsen för nuvarande Strängnäs domkyrka. På denna plats stenades den engelske missionären Sankt Eskil år 1080, och från år 1120 omnämns staden som biskopssäte, men det är inte förrän på 1300-talet de första säkra stadsrättigheterna kan beläggas. Strängnäs var också platsen för det södermanländska landskapstinget och den årliga marknaden - Samtinget. Det kan beläggas till åtminstone år 1327 men har säkerligen äldre anor. Staden var alltså tingsplats för landskapet och var en av landets viktigaste städer till och med 1500-talets mitt. Det var också här som Gustav Vasa lät sig väljas till kung den 6 juni år 1523, på den dag som numera firas som Sveriges nationaldag. Vid slutet av 1400-talet uppfördes en biskopsborg i staden - Roggeborgen - som alltjämt finns kvar. Ett annat herresäte är Bergshammar på Fogdön som i nuvarande skick härrör från 1700-talet.
Fogdö kyrka i häradets norra del har anor från 1100-talet och här anlades på 1200-talet ett kloster - Vårfruberga kloster. Ett skyddsbrev utfärdades år 1252 för klostret och signerades då Birger jarl med adress i Stockholm som då omnämndes för första gången. Klostret drogs in till kronan i samband med reformationen och gården fick då namnet Kungberg. Även de övriga kyrkorna på Fogdön, det vill säga Helgarö kyrka och Vansö kyrka härstammar från tidig medeltid. I häradets södra delar uppfördes under stormaktstiden järnbruket Länna bruk samt ett kanongjuteri och krutbruk vid Åkers styckebruk, där produktionen av stål alltjämt består. I övrigt bedrevs inom häradet mestadels jordbruk.

## Län, fögderier, domsagor, tingslag och tingsrätter
Häradet har sedan 1634 helt och hållet hört till Södermanlands län, dessförinnan i Gripsholms län. Församlingarna i häradet har hört Strängnäs stift.
Häradets socknar hörde till följande fögderier:
- 1720-1885 Södermanlands läns Fjärde fögderi
- 1886-1966 Gripsholms fögderi
- 1967-1990 Strängnäs fögderi

Häradets socknar tillhörde följande domsagor, tingslag och tingsrätter:
- 1680-1880 Åkers tingslag i
  - 1680-1718 Gripsholms, Rävsnäs och Eskilstuna läns domsaga (Åkers, Selebo, Daga samt fram till 1714 Öster- och Västerrekarne härader)
  - 1719-1878 Åkers, Selebo, Daga samt Öster- och Västerrekarne häraders domsaga, från 1861 benämnt Livgedingets domsaga
  - 1879-1880 Livgedingets domsaga (Åkers, Selebo samt Öster- och Västerrekarne härader)
- 1881-1947 Åkers och Selebo tingslag i Livgedingets domsaga
- 1948-1970 Livgedingets domsagas tingslag i  Livgedingets domsaga

- 1971- Eskilstuna tingsrätt och dess domsaga

### Webbkällor
- Nationella arkivdatabasen för uppgifter om fögderier, domsagor, tingslag och tingsrätter